# Porina blechnicola
Porina blechnicola är en lavart som beskrevs av Lücking, P. M. McCarthy & Kantvilas. Porina blechnicola ingår i släktet Porina och familjen Porinaceae.   Inga underarter finns listade i Catalogue of Life.